# Spolehlivostní inženýrství
 Spolehlivostní inženýrství  je obor, který se dnes běžně přednáší na školách typu Vysoké učení technické, Technická univerzita atp. Typické členění oboru je následující:
- Požadavky na spolehlivost systémů.
- Význam z hlediska technického, ekonomického, ekologického a bezpečnostního.
- Systémy technické, organizační, společenské, obchodní a další.
- Spolehlivosti živých organismů jako systému.
- Životnost a přežití jako otázka funkční spolehlivosti systému.
- Problematika spolehlivosti systémů z hlediska návrhu a konstrukce.
- Analýzy spolehlivosti existujícího systému.
- Interakce mezi umělými systémy a lidskými operátory.
- Doporučení a normy pro spolehlivé funkce systémů.